# Kelly Miller
Kelly David Miller (* 3. března 1963 Detroit, Michigan) je bývalý americký hokejový útočník a trenér.

## Hráčská kariéra
Univerzitní hokej začal hrát v týmu Michigan State University, kde strávil čtyři sezóny (1981/85). V roce 1982 byl draftován do NHL v 9. kole (celkově 183.) týmem New York Rangers. Od sezóny 1985/86 se úplně připojil k týmu New York Rangers kde odehrál necelé tři sezóny (1984/87). Během sezóny 1986/87 byl vyměněn do týmu Washington Capitals za Bobbyho Carpentera. V Capitals odehrál většinu své kariéry kdy s týmem hrával 13 sezón a v sezóně 1997/98 s týmem se probojovali až do finále playoff kdy podlehli týmu Detroit Red Wings 0:4 na zápasy. Svou poslední hráčskou kariéru odehrál v lize IHL v týmu Grand Rapids Griffins.

## Trenérská kariéra
S trenérskou kariérou začal od roku 2001 v týmu New York Islanders kde působil jako asistent trenéra do roku 2003. V dubnu 2011 byl jmenován asistentem trenéra v týmu Michigan State University.

## Zajímavosti
Jeho mladší bratři Kevin Miller a Kip Miller rovněž hráli lední hokej v NHL.

## Ocenění a úspěchy
- 1985 CCHA - První All-Star Tým
- 1985 NCAA - První All-American Tým (západ)

## Prvenství
- Debut v NHL - 30. března 1985 (Philadelphia Flyers proti New York Rangers)
- První asistence v NHL - 31. března 1985 (New York Rangers proti Toronto Maple Leafs)
- První gól v NHL - 20. října 1985 (New York Rangers proti Vancouver Canucks, kanadskému brankáři Richard Brodeur)

## Klubové statistiky
| Sezóna       | Klub                      | Soutěž       |      | Základní část | Základní část | Základní část | Základní část | Základní část |    | Play off | Play off | Play off | Play off | Play off |
| Sezóna       | Klub                      | Soutěž       | Z    | G             | A             | B             | TM            | Z             | G  | A        | B        | TM       |          |          |
| 1979/1980    | Redford Royals            | GLJHL        | 45   | 31            | 37            | 68            | 6             | --            | -- | --       | --       | --       |          |          |
| 1980/1981    | Redford Royals            | GLJHL        | 48   | 39            | 51            | 90            | 8             | --            | -- | --       | --       | --       |          |          |
| 1981/1982    | Michigan State University | NCAA         | 40   | 11            | 19            | 30            | 21            | --            | -- | --       | --       | --       |          |          |
| 1982/1983    | Michigan State University | NCAA         | 36   | 16            | 19            | 35            | 12            | --            | -- | --       | --       | --       |          |          |
| 1983/1984    | Michigan State University | NCAA         | 46   | 28            | 21            | 49            | 12            | --            | -- | --       | --       | --       |          |          |
| 1984/1985    | New York Rangers          | NHL          | 5    | 0             | 2             | 2             | 2             | 3             | 0  | 0        | 0        | 2        |          |          |
| 1984/1985    | Michigan State University | NCAA         | 43   | 27            | 23            | 50            | 21            | --            | -- | --       | --       | --       |          |          |
| 1985/1986    | New York Rangers          | NHL          | 74   | 13            | 20            | 33            | 52            | 16            | 3  | 4        | 7        | 4        |          |          |
| 1986/1987    | New York Rangers          | NHL          | 38   | 6             | 14            | 20            | 22            | --            | -- | --       | --       | --       |          |          |
| 1986/1987    | Washington Capitals       | NHL          | 30   | 10            | 12            | 22            | 26            | 7             | 2  | 2        | 4        | 0        |          |          |
| 1987/1988    | Washington Capitals       | NHL          | 80   | 9             | 23            | 32            | 35            | 14            | 4  | 4        | 8        | 10       |          |          |
| 1988/1989    | Washington Capitals       | NHL          | 78   | 19            | 21            | 40            | 45            | 6             | 1  | 0        | 1        | 2        |          |          |
| 1989/1990    | Washington Capitals       | NHL          | 80   | 18            | 22            | 40            | 49            | 15            | 3  | 5        | 8        | 23       |          |          |
| 1990/1991    | Washington Capitals       | NHL          | 80   | 24            | 26            | 50            | 29            | 11            | 4  | 2        | 6        | 6        |          |          |
| 1991/1992    | Washington Capitals       | NHL          | 78   | 14            | 38            | 52            | 49            | 7             | 1  | 2        | 3        | 4        |          |          |
| 1992/1993    | Washington Capitals       | NHL          | 84   | 18            | 27            | 45            | 32            | 6             | 0  | 3        | 3        | 2        |          |          |
| 1993/1994    | Washington Capitals       | NHL          | 84   | 14            | 25            | 39            | 32            | 11            | 2  | 7        | 9        | 0        |          |          |
| 1994/1995    | Washington Capitals       | NHL          | 48   | 10            | 13            | 23            | 6             | 7             | 0  | 3        | 3        | 4        |          |          |
| 1995/1996    | Washington Capitals       | NHL          | 74   | 7             | 13            | 20            | 30            | 6             | 0  | 1        | 1        | 4        |          |          |
| 1996/1997    | Washington Capitals       | NHL          | 77   | 10            | 14            | 24            | 33            | --            | -- | --       | --       | --       |          |          |
| 1997/1998    | Washington Capitals       | NHL          | 76   | 7             | 7             | 14            | 41            | 10            | 0  | 1        | 1        | 4        |          |          |
| 1998/1999    | Washington Capitals       | NHL          | 62   | 2             | 5             | 7             | 29            | --            | -- | --       | --       | --       |          |          |
| 1999/2000    | Grand Rapids Griffins     | IHL          | 26   | 4             | 4             | 8             | 8             | 7             | 0  | 1        | 1        | 2        |          |          |
| Celkem v NHL | Celkem v NHL              | Celkem v NHL | 1057 | 181           | 282           | 463           | 512           | 119           | 20 | 34       | 54       | 65       |          |          |

## Reprezentace
| Rok          | Tým          | Soutěž       | Z  | G | A | B  | TM |
| ------------ | ------------ | ------------ | -- | - | - | -- | -- |
| 1981         | USA 20       | MSJ          | 5  | 0 | 0 | 0  | 0  |
| 1982         | USA 20       | MSJ          | 7  | 2 | 4 | 6  | 0  |
| 1983         | USA 20       | MSJ          | 7  | 0 | 1 | 1  | 0  |
| 1985         | USA          | MS           | 10 | 2 | 3 | 5  | 2  |
| 1987         | USA          | KP           | 5  | 0 | 0 | 0  | 0  |
| 1989         | USA          | MS           | 9  | 2 | 4 | 6  | 2  |
| Celkem v MSJ | Celkem v MSJ | Celkem v MSJ | 19 | 2 | 5 | 7  | 0  |
| Celkem v MS  | Celkem v MS  | Celkem v MS  | 19 | 4 | 7 | 11 | 4  |